# Грци у Албанији
Грци у Албанији су етнички Грци који живе или потичу из области унутар модерне Албаније. После етничких Албанаца, они чине другу највећу етничку групу у земљи. Највише су концентрисани на југу земље, у областима северног дела историјског региона Епир, у деловима округа Валона, Ђирокастре, Корче и округа Берат. Област је позната и као Северни Епир. Сходно томе, Грци који потичу посебно из јужне Албаније су такође познати као северни Епироти. Грке који живе у „мањинским зонама“ Албаније албанска влада је званично признала као грчку националну мањину у Албанији.
Године 1913, након завршетка петовековне османске владавине, ово подручје је укључено под суверенитет новоосноване албанске државе. Следеће године, Грци су се побунили и прогласили своју независност, а следећим Крфским протоколом ова област је призната као аутономна област под номиналним албанским суверенитетом. Међутим, ово никада није спроведено.
У модерним временима, грчко становништво је патило од забране грчког језика ако се говори ван признатих такозваних „мањинских зона“ (које су остале након комунистичке ере), па чак и од ограничења службене употребе њеног језика у тим зонама. Многа некадашња грчка имена места су званично промењена у албанска. Грци из „мањинскихзона“ су такође често били присилно премештани у друге делове земље јер су били виђени као могући извори неслагања и етничких тензија. У ери након 1990. године, ова питања, укључујући новонасталу тему права приватне својине и даље постоје у одређеној мери.
И Албанија и Грчка имају различите и често супротстављене процене, јер су то чиниле последњих 20 година. Већина западних извора наводи тај број на око 200.000. Албанска влада је на попису из 1989. процењивала око 60.000, док грчка влада подржава цифру од 300.000. Већ 13.329 етничких Грка са албанским држављанством живи у Грчкој и од 2022. године добијају посебне личне карте. Већина етничких Грка у Албанији је стекла држављанство и стога се више не ослањају на посебне личне карте. Сугерисано је да су неки Албанци и Цинцари тврдили да су Грци у замену за економске бенефиције у Грчкој, као што су радне дозволе и пензије.

## Северни Епир
Грчка мањина у Албанији концентрисана је на југу земље, дуж границе са Грчком, области коју Грци називају „Северни Епир“. Највећа концентрација је у окрузима Саранда, Ђирокастра, Делвина и у Химари (део округа Влоре). Мање групе се могу наћи у окрузима Колоње, Пермет и Корче. У новије време, број мањина је опао. Према процени 2005. године више од 80% је мигрирало у Грчку. Међутим, последњихгодина већина емиграната са албанским држављанством је уопштено опала и многи од њих су се на крају вратили из Грчке у Албанију. Као резултат тога, у регионима као што је Химара, вратио се део етничких грчких заједница које су се првобитно преселиле у Грчку.
Комунистичка влада (1945–1991), да би успоставила контролу над областима насељеним грчком мањином, прогласила је такозване „мањинске зоне“, које се састоје од 99 села у јужним областима Ђирокастре, Саранде и Делвина. Званична мањинска политика Тиране дефинише грчко порекло албанских држављана према језику, вери, рођењу и прецима који потичу са подручја такозваних„мањинскихзона“. Албански закон о мањинама признаје права грчке мањине само оним људима који живе на подручјима која су призната као мањинске зоне. Последњи попис који је укључивао етничку припадност, из 1989. године, обухватио је само бројеве грчке мањине у мањинским зонама. Етнички Грци који живе ван тих подручја нису се рачунали као такви. Ово је имало практичан ефекат у области образовања: са изузетком званично признатих грчких мањинских зона, где се настава одвијала и на грчком и на албанском језику, у свим осталим областима Албаније настава се изводила само на албанском језику.
У Албанији је посао у Грчкој од значаја, а особе које се изјасне да су припадници грчке мањине или докажу своје „грчко порекло“, добијају посебне погодности и личне карте. Значајан број Цинцара или Влаха, у југоисточној Албанији, као и неки муслимански Албанци, тврдили су да имају грчки идентитет на основу прогрчких друштвених мрежа и идентитетских идиома из прошлости. Такође, Цинцари из села око Валоне, који су се идентификовали као „хелено-власи“, могли су без икаквих потешкоћа да добију визе и радне дозволе. Претпоставља се да је известан број Цинцара тврдио да су Грци у замену за бенефиције; као што су грчке пензије, пасоши и визе.

### Друге грчке заједнице у Албанији
Међутим, званична албанска дефиниција мањина није признавала као припаднике мањине етничке Грке који живе у мешовитим селима и градовима насељеним и грчким и албанским говорним становништвом, чак и у областима где етнички Грци чине већину (нпр. Химара). Сходно томе, грчке заједнице у Химари, Корчи, Валони и Берату нису имале "приступ" ниједним мањинским правима.
Супротно званичној албанској дефиницији, која генерално даје ограничену дефиницију етничких Грка који живе у Албанији, грчка миграциона политика дефинише грчко порекло на основу језика, вере, рођења и предака из региона који се зове Северни Епир. На тај начин, према Грчком државном савету, грчко етничко порекло може бити признато на основу културног порекла (деле „заједничка историјска сећања” и/или везе са „историјским домовинама и културом”), грчког порекла (грчки Албанци имају да докажу да је родно место њиһовихродитеља или бабе и деде у Северном Епиру), језик и вера.
Забележено је да су се Албанци у последњих20 година изјашњавали као Грци у замену за боравак и рад у Грчкој. Ово је наводно подстакло процес грчког иредентизма у „Северном Епиру“. Албански извори често користе пежоративни израз филогрек (прогрчки) у односу на етничке Грке, обично у контексту који оспорава њиһово грчко порекло.
Грчка мањина у Албанији смештена је углавном компактно, унутар ширег региона Ђирокастре и Саранде и у четири насеља унутар приобалног подручја Химаре где чине укупну већинску популацију. Насеља која говоре грчки се такође налазе у општини Пермет, близу границе. Неки говорници грчког се такође налазе у ширем региону Корче. Због присилне и добровољне унутрашње миграције Грка унутар Албаније током комунистичке ере, неки говорници грчког се такође налазе у ширим регионима Пермета и Тепелене. Изван области дефинисане као Северни Епир, у близини Валоне постоје два приобална села у којима се говори грчки језик; Нарте и Звернец. Док су због присилног и ненасилног унутрашњег кретања становништва Грка унутар Албаније током комунистичке ере, неки говорници грчког такође су расејани у региону Берата.

### Кршење људских права у Албанији
Људска права у Албанији крше Влада која је, према организацијама за људска права, гађала грчко становништво преко полиције и тајне службе. Грчке заједнице су биле на мети развојних пројеката и њиһови домови су разорени због наводног етничког напада на Грке из јужне Албаније. Такође, према Amnesty International, било је случајева малтретирања припадника грчке мањине од стране власти. Такође, етничка грчка мањина се жалила на неспремност владе да призна етничке грчке градове изван „мањинских зона“ из комунистичке ере, да користи грчки језик у званичним документима и на јавним натписима у етничким грчким областима, или да укључи већи број етничких Грка у јавну управу.
У годишњем извештају САД за 2012. помиње се да је појава јаких националистичких група попут Црвеног и црног савеза повећала етничке тензије са грчким мањинским групама.

## Демографија
Било је много различитих тврдњи о величини етничке грчке мањине у Албанији. Почетком 1990-их, цифре су се кретале од 50 до 60 хиљада (званични извештај Албаније на основу пописа из 1989. у оквиру означене мањинске зоне), више од 300.000 (званични извештај Грчке). Грчке националистичке организације су тврдиле да Грка у Албанији има око 250.000. Западне процене су у то време сматрале да их има око 200.000. Према Миранди Викерс (2010), албански извори наводе да је грчко становништво у то време било између 40-50.000. Она такође примећује да би висока званична власт Грчке вероватно морала да укључи православне заједнице као што су Цинцари и Албанци.
Огромна већина етничких Грка из Албаније емигрирала је у Грчку од 1990-их. У Грчкој су им 1990-ихиздате „посебна лична карта”. Посебну личну карту стекли су не само етнички Грци, већ и Цинцари из Албаније или људи који су могли да покажу цинцарско наслеђе јер су Цинцари признали да су грчког порекла. У 2005. години, право на добијање посебне личне карте проширено је и на чланове који нису Грци у породицама етничкихГрка. Око 189.000 појединаца стекло је посебну личну карту до 2008. године. Након што је грчко држављанство постало доступно, број власника посебних личних карата је опао на око 13.000 у 2023. години.

## Политика
Мањинска друштвено-политичка организација за промоцију грчких људских права, Omonoia, основана јануара 1991. године, преузела је активну улогу у питањима мањина. Организација је била забрањена на парламентарним изборима у марту 1991. године, јер је прекршила албански закон који је забрањивао „формирање партија на верској, етничкој и регионалној основи“. Ова ситуација је резултирала низом снажних протеста не само грчке стране, већ и међународних организација. Коначно, у име организације, на следећим изборима учествовала је Партија јединства за људска права, странка која има за циљ да представља ту грчку мањину у албанском парламенту.
Последњих година, тензије су окруживале учешће кандидата Партије јединства за људска права на албанским изборима. Године 2000, албанске општинске изборе критиковале су међународне групе за људска права због "озбиљних неправилности" за које се извештава да су усмерене против кандидата и партија етничких Грка.
На општинским изборима одржаним у фебруару 2007. године учествовао је један број етничких грчких кандидата. Василис Боланос поново је изабран за градоначелника града Химаре на југу земље упркос томе што су владајуће и опозиционе албанске странке против њега изложиле комбинованог кандидата. Грчки посматрачи су изразили забринутост због „неусаглашености процедуре“ у спровођењу избора. Године 2015, Јорго Горо, уз подршку Социјалистичке партије Албаније, постао је нови градоначелник Химаре. Горо, који је и сам стекао грчко држављанство као припадник мањине, у својој предизборној кампањи је изјавио да „у Химари нема Грка“ и да је променио име из „Ђерђ“ у „Јорго“. Грчка држава му је одузела држављанство 2017. године на основу тога што је „поступио против националних интереса“. Године 2019. албанске власти су одбиле кандидатуру представника организације Фредија Белерија због трогодишње осуде у прошлости. Албански изборни закон дозвољава учешће на изборима као кандидат након што прође 10 година од касније осуде кандидата. На следећим изборима већина грчке мањине се уздржала од процедуре и Јорго је поново изабран. Неколико неправилности је такође пријављено током избора.
У 2004. години у албанском парламенту је било пет чланова етничких Грка, а у албанском кабинету два министра. Исти број посланика изабран је на парламентарним изборима у Албанији 2017. године.

## Дијаспора
Посебна лична карта за етничке Грке из Албаније издата је 2001. године коју је примило 189.000 лица која су тада боравила у Грчкој. За етничке Грке из Албаније ова мера је виђена као третирање њихкао „грађана ниже класе“, јер је у анкети било у облику питања да ли сте „грчке националности“. Други проблем са посебном личном картом односио се на то што су етнички Албанци користили лажна документа која су ихпредстављала као припаднике грчке мањине да би је добили. Године 2008, промена закона о држављанству у Грчкој омогућила је власницима посебних личних карата да добију грчко држављанство, а око 45.000 је то учинило само у прве три године његове примене. Организација Омоноиа износи 287.000 након њиһовог такозваног „грчког пописа“ 2013. Овај попис није признат од стране албанске владе. Од 2022. године, број албанскихдржављана који имају посебне личне карте смањен је на број од 13.329.
Један број северних Епирота мигрирао је од касног 19. века у Америку, и углавном су интегрисани у локалне грчко-америчке заједнице. Пан-Епиротска унија Америке, организација која се састоји од 26 огранака у различитим градовима, према њеним проценама је 1919. бројала скоро 30.000 севернихЕпирота у Северној Америци. Према послератним изворима, Северни Епироти у Америци су 1965. бројали преко 15.000 породица.
Северни Епироти су такође емигрирали у Аустралију, где су активни у покретању политичких питања везанихза њиһову домовину и права грчког становништва које још тамо живи. Највећи број таквихособа је у држави Викторија.

## Култура

### Језик
Грчки дијалекти Албаније углавном припадају грани јужних грчких дијалеката. Поред албанских позајмљеница, задржавају неке архаичне облике и речи које се више не користе у стандардном модерном грчком, као ни у грчким дијалектима јужног Епира. Упркос релативно малим раздаљинама између различитих градова и села, постоје неке дијалекатске варијације, најуочљивије у акценту. Иако је дијалекат у Северном Епиру јужни дијалект, он се налази далеко северно од редуковане изоглосе ненаглашеног система самогласника са архаичним двосложним -еа. Дакле, порекло дијалекта на крају остаје нејасно.
Локални грчки дијалекти су конзервативнији грчки идиоми јер су ихговорили људи који су живели под виртуелном аутономијом током османске владавине због сурове природе региона. Тако су, одвојени од осталих грчких дијалеката, северноепирски грчки дијалекти прошли спорију еволуцију, чувајући архаичнију и вернију слику средњовековног грчког говора. Изолација Албаније током година комунистичке владавине, која је одвојила Грке који живе у Албанији од осталих грчких заједница, такође је допринела споријој еволуцији и диференцијацији локалних грчких дијалеката. Грчки дијалект Нарте и Звернеца карактерише северњачки вокализам. То је конзервативни дијалект, и има неке сличности са грчким дијалектима јужне Италије, Јонскихострва, Епира, али и са удаљенијим грчким говорним подручјима, као што су Кипар, Тракија и Мала Азија.
Пристојно знање албанског је такође уобичајено међу грчком мањином; скоро сви Грци који су одрасли у Албанији знају оба језика.

### Музика
Епиротска народна музика са ових простора има неколико јединствених карактеристика које се не могу наћи у остатку грчког света. Певачи из области Погон изводе стил полифоније који се одликује пентатонском структуром, а појављује се и у музици оближњих албанских и цинцарских популација. Друга врста полифоног певања у региону изгледа да има заједничке карактеристике са песмама тужбалица које се певају у неким деловима Грчке. Женско певање жалопојки код Грка у Албанији слично је по природи и изведби као на полуострву Мани у Грчкој. Последњих година расте интересовање за полифону музику са овихпростора, пре свега од стране музичара Костаса Лолиса, рођеног у близини Сопика у Албанији, који сада живи у Јањини, у Грчкој.

### Религија
Хришћанство се проширило у касном Римском царству, и током већег дела средњовековне и модерне историје, хришћанска вера је била значајан део идентитета Грка у ономе што је постало Албанија и другде. Након Великог раскола, Албанија је била подељена између западног (католичког) и источног (православног) обреда, при чему је већи део јужнихрегиона у којима су живели Грци били лојални православном обреду. Током османске ере, православно становништво, којем је припадала већина Грка, третирано је према османском милет систему који је привилеговао муслимане и обесправљене хришћане као грађане другог реда који су добили мање политичких, социјалних и економских права. Православно хришћанство је током османског периода остало доминантно у многим областима и постало је важан разлог за очување грчког језика, који је био и језик трговине. У Химари, током једног дела овог периода, локално грчко становништво су били католици источног обреда због савеза са западним и католичким европским силама, иако су се на крају вратили у грчко православље. Грчко-православни мисионар Козма Етолски путовао је кроз већи део јужне Албаније у мисији да сачува тамошњу православну веру, и у том процесу је погубљен као руски агент. Због реформи у касном Османском царству и његовог коначног колапса, законска дискриминација хришћана у корист муслимана је смањена и потпуно престала крајем 19. и почетком 20. века.
Под Народном Републиком Албанијом, православна вера коју се придржавала већина етничких Грка била је у потпуности забрањена заједно са другим верским верама широм земље. Процес је започео 1949. године, конфискацијом и национализацијом црквене имовине, а додатно се интензивирао 1967. године, када је држава покренула своју атеистичку кампању. Ипак, неке приватне праксе су успеле да опстану. Ова кампања је такође била део државног прогона против идентитета грчког народа; пошто су многе њиһове традиције биле уско повезане са источним һришћанством.
Забрана је укинута 1990. управо на време да хришћани поштују традиционалне божићне обреде. Тако је 16. децембра те године у граду Дервичану одслужена једна од првихправославних миса.

## Образовање
Током првог периода османске окупације, неписменост је била главна карактеристика ширег балканског региона, али супротно тој ситуацији, Епир није био негативно погођен. Упоредо са толеранцијом турскихвладара и жељама имућних епиротских исељеника у дијаспори, основане су многе школе.
Духовни и етнички допринос манастирских школа у Епиру као што су Кацимани (код Бутринта), Дријану (у Дровиани), Каменас (у Делвини) и Свети Атанасије у Поличанима (13—17. век) био је значајан. Прва школа на грчком језику у Делвину основана је 1537. године када је град још био под контролом Венеције, док је у Ђирокастру грчка школа основана 1633. године. Најважнији подстрек за стварање школа и развој грчког образовања дао је православни мисионар Козма Етолски заједно са Цинцарем Нектаријем Терпосом из Москопоља. Козма Етолски је основао Акроцераунску школу у граду Химари 1770. године.
У Москопољу је током 18. века основана образовна установа позната као „Нова академија“ (грчки: Νεα Ακαδημια) и велика библиотека. Локални монах основао је 1731. прву штампарију на Балкану. Међутим, након разарања Москопоља (1769), центар грчког образовања у региону се преселио у оближњу Корчу.
У касном 19. веку, богати банкар Христакис Зографос основао је колеџ Зографион у свом родном граду Кесторат, у региону Лункери. Многи од образованихљуди који су подржавали грчку културу и образовање у региону, затим културу православне патријаршије, били су по пореклу Цинцари. Године 1905. грчко образовање је цветало у региону, пошто се целокупно православно становништво, укључујући и православне Албанце, школовало у грчким школама.
| Санџак     | Округ      | Број грчких школа | Ученици |
| ---------- | ---------- | ----------------- | ------- |
| Манастир   | Корча      | 41                | 3,452   |
|            | Колоња     | 11                | 390     |
|            | Лесковик   | 34                | 1,189   |
| Ђирокастра | Ђирокастра | 50                | 1,916   |
|            | Делвине    | 24                | 1,063   |
|            | Пермет     | 35                | 1,189   |
|            | Телепене   | 18                | 589     |
|            | Химаре     | 3                 | 507     |
|            | Погон      | 42                | 2,061   |
| Берат      | Берат      | 15                | 623     |
|            | Скрапар    | 1                 | 18      |
|            | Лушња      | 28                | 597     |
|            | Валона     | 10                | 435     |
| Драч       | Драч       | 3                 | 205     |
| Укупно     |            | 315               | 14,234  |

Међутим, у најсевернијим окрузима Берат и Драч, наведени бројеви не одражавају етнолошку дистрибуцију, јер су велики број ученика били православни Албанци.
Када је Албанија створена 1912. године, образовна права грчких заједница на албанској територији дата су Крфским протоколом (1914) и изјавом представника Албаније у Друштву народа (1921). Међутим, под политиком асимилације, грчке школе (било ихје преко 360 до 1913.) су постепено биле принуђене да се затварају, а грчко образовање је практично елиминисано до 1934. Након интервенције Друштва народа, ограничен број школа, само оне унутар „званичних мањинских зона“, поново су отворени. Током година комунистичког режима, грчко образовање је такође било ограничено на такозвану „мањинску зону“, а чак и тада су ученици на основном нивоу учили само албанску историју и културу. Ако би се неколико албанских породица доселило у град или село, мањини се укидало право да се образује на грчком и да објављује у грчким новинама.
Једно од главних питања између албанске владе и грчке мањине у Албанији је питање образовања и потреба за више школа на грчком језику, због претрпанихучионица и неиспуњене потражње. Поред тога, грчка мањина захтева да образовање на грчком језику буде доступно ван "званичних мањинских зона". Године 2006, након разговора између албанске и грчке владе, договорено је оснивање универзитета на грчком језику у Ђирокастри. Такође 2006. године, након година неодговорених захтева локалне заједнице, отворена је приватна школа на грчком језику у граду Химаре, тачно на локацији где је православни мисионар Козма Етолски основао Акроцераунску школу. Школа тренутно има пет наставника и 115 ученика. Албанска влада систематски прогони грчке заједнице користећи обавезне налоге за рушење, даља провокација је уследила издавањем налога за рушење на грчке државне празнике. Они су често под условом развоја, али утичу само на етничке Грке и ограничавају и циљају на образовне зграде.
Један број људи из просперитетне северноепирске дијаспоре 18.-19. века дао је значајан допринос не само својој домовини, већ и грчкој држави и грчком свету под турском влашћу. Донирали су новац за изградњу образовних, културних и друштвених установа. Породица Синас је подржала проширење Атинског универзитета и спонзорисала оснивање Националне опсерваторије. Јоанис Пангас из Корче дао је све своје богатство у образовне сврхе у Грчкој. Браћа Запас, Евангелос и Константинос, обдарили су Атину мермерним стадионом у древном грчком стилу (Калимармаро) који је био домаћин Олимпијских игара 1870, 1875, 1896, 1906. и 2004. и изложбеним центром Запејон. Браћа Запас су такође основала бројне болнице и школе у Атини и Цариграду. Христакис Зографос у османској престоници понудио је огромне суме новца за оснивање две грчке школе (једне за дечаке, као и једне за девојчице) и болнице.

## Организације
Током година комунистичке владавине, сваки облик организовања мањина био је забрањен. Године 1991, када је пао комунистички режим, политичка организација Омоноиа (грчки: Ομονοια) основана је у граду Дервичан од стране представника грчке мањине. Организација има четири подружнице, у Саранди, Делвини, Ђирокастру и Тирани, и подсекције у Корчи, Валони и Пермету. Њен водећи форум је Генерални савет који се састоји од 45 чланова, који се бира на Генералној конференцији сваке две године.
Председништво организације је 1991. године позвало на аутономију Северног Епира, на основу тога што су права мањине према албанском уставу била веома несигурна. Овај предлог је одбијен и тиме подстакао радикално крило организације да „позив на Унију са Грчком“. Организација је забрањена на парламентарним изборима у марту 1991. на основу тога што је прекршила албански закон који забрањује „формирање партија на верској, етничкој и регионалној основи”. Ову ситуацију је на следећим изборима у име оспорила Партија јединства за људска права – партија која представља грчку мањину у албанском парламенту. Омоноиа и даље постоји као кровна друштвена и политичка организација и представља отприлике 100.000 до 150.000 етничкихГрка.
Организација је била центар више од једне политичке контроверзе у Албанији. Велика политичка контроверза избила је 1994. када је пет етничких грчких чланова организације ухапшено, под истрагом и суђено за издају. Њиһово хапшење је у великој мери поремећено процедуралним недостацима у претресу њихових домова и канцеларија, њиһовом притвору и суђењу. Нико од ухапшенихније имао приступ правном саветнику током првобитног притвора. Четворица од пет етничких грчких чланова организације изјавили су да су ихвласти током притвора подвргле физичком и психичком притиску, укључујући премлаћивање, ускраћивање сна и претње мучењем. Албанска влада је одбацила ове тврдње. Пет етничких Грка се такође жалило на недостатак приступа својим породицама током прва 3 месеца њихове четворомесечне истраге. Током њиховог суђења, испред зграде суда одржане су демонстрације групе од око 100 грчкихадвоката, новинара и етничких грчких држављана Албаније. Албанска полиција насилно је прекинула протест и привела око 20 адвоката и новинара. Чланови организације су на крају осуђени на затворске казне од 6 до 8 година, које су накнадно смањене у жалбеном поступку.
Панепиротску федерацију Америке (грч. Πανηπειρωτικη Ομοσπονδια Αμερικης) основали су у Вустеру, Масачусетс, 1942. године грчки досељеници из Епира и Грци у Албанији из епирског дела земље. Један од главних циљева организације била је заштита људских права грчке мањине у Албанији и позивање албанске владе да појача своје пуно прихватање у заједници одговорних народа враћањем грчкој мањини њено образовање, верска, политичка, језичка и културна права која им припадају према билатералним и међународним споразумима које су потписали представници Албаније од стварања земље 1913. године, укључујући и право да се изјасне о својој етничкој и верској припадности на попису који прате међународни посматрачи.
Панепиротска федерација Аустралије (грч. Πανηπειρωτικη Ομοσπονδια Αυστραλιας) основана је 1982. године као федерација различитихорганизација које представљају мигранте пореклом из региона Епира. Познат је по својој посвећености одржавању и развоју епиротске културе у Аустралији, страственом заговарању права грчке мањине у северном Епиру, и игра истакнуту улогу у животу грчке заједнице у Аустралији. Донирала је преко милион долара за дела добротворне и филантропске природе за Грке Северног Епира. Такође је повезана са Светским саветом Епирота у иностранству и Светским саветом Хелена у иностранству. Бивши председник аустралијске панепиротске федерације, г. Петрос Петранис, завршио је студију епиротске миграције у Аустралију, која носи назив „Епироти у Аустралији“ (грчки: Οι Ηπειρωτες στην Αυστραλια), објављену 2004. године.